# 劑量成毒藥
唯剂量成毒药（拉丁語：sola dosis facit venenum）是一个谚语。意在表明一个毒理学的基本原理：所有物质都是毒药，并没有无毒的物质，只是因为剂量导致了毒性，不能说明该物质有毒。这句话通常缩写为：剂量成毒药。在简体中文网络用语中，它通常被表述为“抛开剂量谈毒性就是耍流氓”。这也就意味着，一个物质能产生毒性，只是因为它在受影响的生物系统内超過了足够的浓度（即“剂量”）。
這個想法一般被認為是由帕拉塞爾蘇斯最早提出。
中醫也有“是藥三分毒”的説法。